# Parrocchie civili dell'Hampshire
Questa è una lista delle parrocchie civili dell'Hampshire, Inghilterra.

## Basingstoke and Deane
Basingstoke non è coperta da parrocchie.
- Ashford Hill with Headley
- Ashmansworth
- Baughurst
- Bradley
- Bramley
- Burghclere
- Candovers
- Chineham
- Cliddesden
- Dummer
- East Woodhay
- Ecchinswell, Sydmonton and Bishops Green
- Ellisfield
- Farleigh Wallop
- Hannington
- Hartley Wespall
- Herriard
- Highclere
- Hurstbourne Priors
- Kingsclere
- Laverstoke
- Litchfield and Woodcott
- Mapledurwell and Up Nately
- Monk Sherborne
- Mortimer West End
- Newnham
- Newtown
- North Waltham
- Nutley
- Oakley
- Old Basing and Lychpit
- Overton
- Pamber
- Popham
- Preston Candover
- Rooksdown
- Sherborne St John
- Sherfield on Loddon
- Silchester
- St Mary Bourne
- Steventon
- Stratfield Saye
- Stratfield Turgis
- Tadley
- Tunworth
- Upton Grey
- Weston Corbett
- Weston Patrick
- Whitchurch
- Winslade
- Wootton St Lawrence

## East Hampshire
Il distretto è interamente coperto da parrocchie.
- Alton
- Beech (1999)
- Bentley
- Bentworth
- Binsted
- Bramshott and Liphook
- Buriton
- Chawton
- Clanfield
- Colemore and Priors Dean
- East Meon
- East Tisted
- Farringdon
- Four Marks
- Froxfield
- Froyle
- Grayshott
- Greatham
- Hawkley
- Headley
- Horndean
- Kingsley
- Langrish
- Lasham
- Lindford
- Liss
- Medstead
- Newton Valence
- Petersfield
- Ropley
- Rowlands Castle
- Selborne
- Shalden
- Steep
- Stroud
- West Tisted
- Whitehill
- Wield
- Worldham

## Eastleigh
Eastleigh e Chandler's Ford non sono coperte da parrocchie.
- Bishopstoke
- Botley
- Bursledon
- Fair Oak and Horton Heath
- Hamble-le-Rice
- Hedge End
- Hound
- West End

## Hart
- Bramshill
- Crondall
- Crookham Village
- Dogmersfield
- Eversley
- Fleet
- Greywell
- Hartley Wintney
- Blackwater and Hawley
- Heckfield
- Hook
- Long Sutton
- Mattingley
- Odiham
- Rotherwick
- South Warnborough
- Winchfield
- Yateley

## New Forest
Il distretto è interamente coperto da parrocchie.
- Ashurst and Colbury
- Beaulieu
- Boldre
- Bramshaw
- Bransgore
- Breamore
- Brockenhurst
- Burley
- Copythorne
- Damerham
- Denny Lodge
- East Boldre
- Ellingham, Harbridge and Ibsley
- Exbury and Lepe
- Fawley
- Fordingbridge
- Godshill  (1999)
- Hale
- Hordle
- Hyde
- Hythe and Dibden
- Lymington and Pennington
- Lyndhurst
- Marchwood
- Martin
- Milford-on-Sea
- Minstead
- Netley Marsh
- New Milton
- Ringwood
- Rockbourne
- Sandleheath
- Sopley
- Sway
- Totton and Eling
- Whitsbury
- Woodgreen

## Portsmouth
La città non è coperta da parrocchie.

## Southampton
La città non è coperta da parrocchie.

## Test Valley
- Abbotts Ann
- Ampfield
- Amport
- Andover
- Ashley
- Awbridge
- Barton Stacey
- Bossington
- Braishfield
- Broughton
- Buckholt
- Bullington
- Charlton
- Chilbolton
- Chilworth
- East Dean
- East Tytherley
- Faccombe
- Frenchmoor
- Fyfield
- Goodworth Clatford
- Grately
- Houghton
- Hurstbourne Tarrant
- Kimpton
- King's Somborne
- Leckford
- Linkenholt
- Little Somborne
- Lockerley
- Longparish
- Longstock
- Melchet Park and Plaitford
- Michelmersh e Timsbury
- Monxton
- Mottisfont
- Nether Wallop
- North Baddesley
- Nursling and Rownhams
- Over Wallop
- Penton Grafton
- Penton Mewsey
- Quarley
- Romsey
- Romsey Extra
- Sherfield English
- Shipton Bellinger
- Smannell
- Stockbridge
- Tangley
- Thruxton
- Upper Clatford
- Vernhams Dean
- Wellow
- West Tytherley
- Wherwell

## Città di Winchester
Winchester non è coperta da parrocchie.
- Badger Farm
- Beauworth
- Bighton
- Bishops Sutton
- Bishop's Waltham
- Boarhunt
- Bramdean and Hinton Ampner
- Cheriton
- Chilcomb
- Colden Common
- Compton and Shawford
- Corhampton and Meonstoke
- Crawley
- Curdridge
- Denmead
- Droxford
- Durley
- Exton
- Hambledon
- Headbourne Worthy
- Hursley
- Itchen Stoke and Ovington
- Itchen Valley
- Kilmeston
- Kings Worthy
- Littleton and Harestock
- Micheldever
- New Alresford
- Northington
- Old Alresford
- Olivers Battery
- Otterbourne
- Owslebury
- Shedfield
- Soberton
- Southwick and Widley
- South Wonston
- Sparsholt
- Swanmore
- Tichborne
- Twyford
- Upham
- Warnford
- West Meon
- Whiteley
- Wickham
- Wonston

## Fonti
- Office for National Statistics (ONS) - Liste geografiche, su statistics.gov.uk. URL consultato il 31 dicembre 2008 (archiviato dall'url originale il 5 febbraio 2005).
- Basingstoke and Deane District Council (B&DDC) - Contatti dei Consigli di parrocchia [collegamento interrotto], su basingstoke.gov.uk.